# 天津增十九

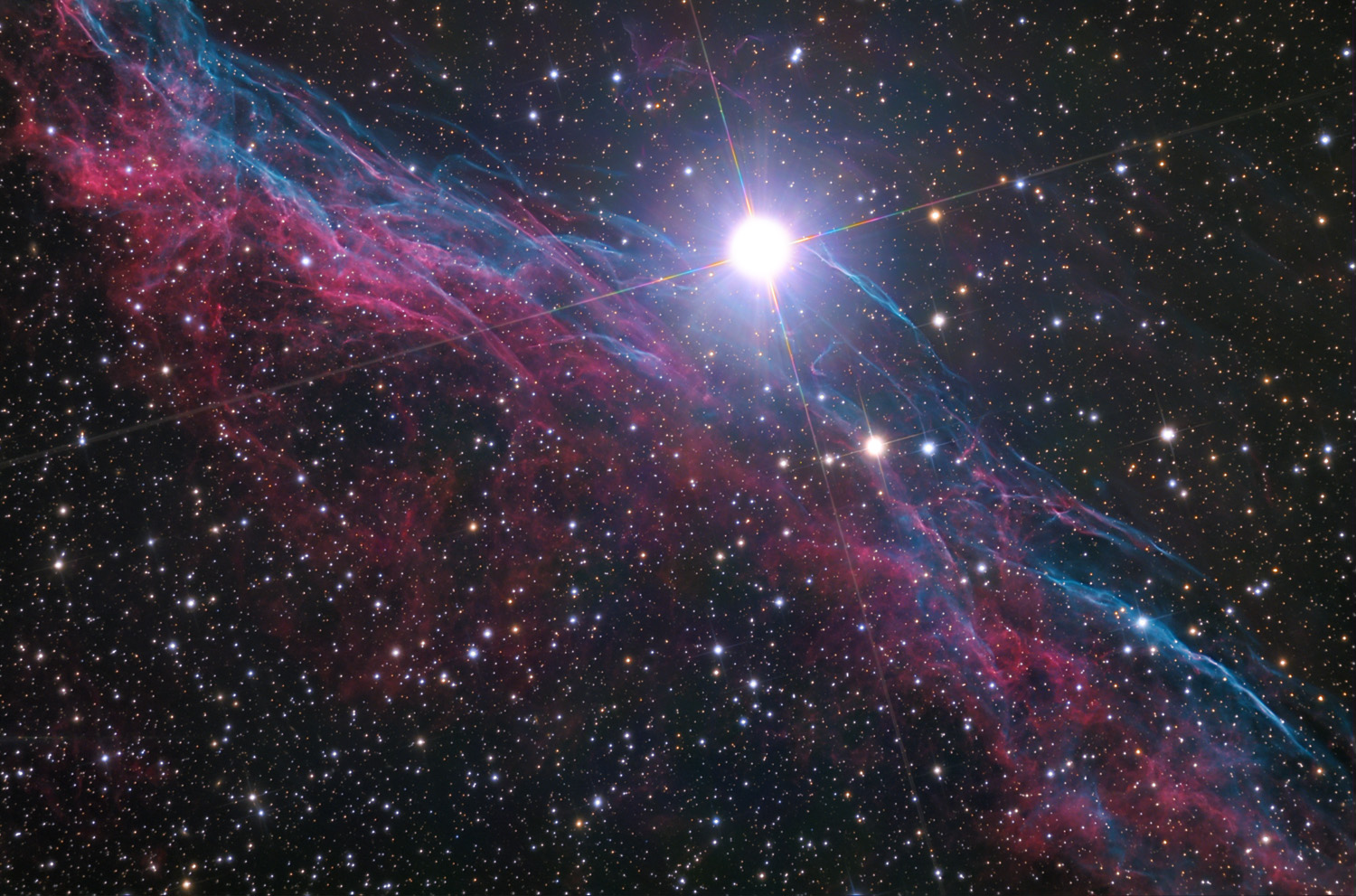
天津增十九與面紗星雲中的NGC 6960。

天津增十九 (天鵝座52)是在北半球天鵝座的一顆巨星，視星等為4.22等。根據依巴谷衛星的視差，它的距離大約是291光年（89秒差距）遠。
天津增十九很可能是水平分支上的紅團簇星，它的核心融合了氫，然而還有25%的可能性仍是紅巨星分支(RGB)上的恆星，氫融合只在核心周圍的氫殼層進行。如果是紅團簇星，它的年齡高達22.7億歲，但如果只是RGB星，則只有9.1億歲。在4,677K的有效溫度下，它的光度大約是90 L☉，它的半徑大約是14 R☉。
天津增十九有一顆黯淡的9.5等伴星，與主星的角距離為6角秒。